# Euodynerus distinctus
Euodynerus distinctus är en stekelart som först beskrevs av Kostylev 1935.  Euodynerus distinctus ingår i släktet kamgetingar, och familjen Eumenidae. Inga underarter finns listade i Catalogue of Life.